# Rue Gentil
La rue Gentil est une rue du 2e arrondissement de Lyon, en France. L'origine de son appellation, qui date au moins de 1550, est incertaine, possiblement une famille qui y habitait.

## Situation
D'orientation est-ouest, elle relie le quai Jean-Moulin à la rue du Président-Édouard-Herriot.

## Odonymie
La rue est attestée depuis au moins 1550,) et a porté le nom de rue de l'Archidiacre car elle a été ouverte sur un terrain dépendant de l'archidiacre de la cathédrale Saint-Jean. L'origine de son nom actuel est, selon les historiens, inconnue, ou « probablement [le nom] d'une famille qui y habitait ».
Il existe également, perpendiculairement à l'aplomb du no 17 une impasse Gentil, attestée depuis 1856.

## Histoire
La rue est ouverte avant 1550. 
Au N° 4 : imprimerie fondée en 1862 par Simon-Nicolas Barret (Lyon, 1811 - La Tour-de-Salvagny, 1866). François Pitrat l’aîné (Lyon, 1818 - Lyon, 11 1893), premier fils de l’imprimeur Claude-Théodore Pitrat, lui succède en 1866. Il dirige l'entreprise jusqu’en 1891, année où elle est reprise par Alexandre Rey (Lyon, 1854 - Lyon, 1921).
En 2025, l’accès motorisé à la rue est conditionné par une borne escamotable, installée dans le cadre du passage du centre de la Presqu'île en zone à trafic limité.